# روبرت جي. نيومان
روبرت جي. نيومان (بالألمانية: Robert G. Neumann)‏ هو دبلوماسي نمساوي، ولد في 2 يناير 1916 في فيينا في النمسا، وتوفي في 18 يونيو 1999 في بيثيسدا في الولايات المتحدة.

## وصلات خارجية
- روبرت جي. نيومان على موقع إن إن دي بي (الإنجليزية)